# Ada River (Waiau Uwha River)
Der Ada River ist ein Fluss in der Region Canterbury auf der Südinsel von Neuseeland. Den Namen erhielt der Fluss 1860 durch Christopher Maling und William Thomas Locke Travers.

## Geographie
Der Fluss entspringt in einem Feuchtgebiet der Saint James Range auf der Ostseite des Ada Pass auf einer Höhe von rund 1000 m. Nach zunächst einer Flussrichtung in ostnordöstlicher Richtung wechselt der Fluss nach dem Zufluss des von nordnordöstlicher Richtung kommenden Christopher River seine Flussrichtung nach Ostsüdosten, um nach insgesamt 15 km Flusslänge rechtsseitig in den Waiau Uwha River zu münden.